# 2009年夏季聽障奧林匹克運動會開幕式

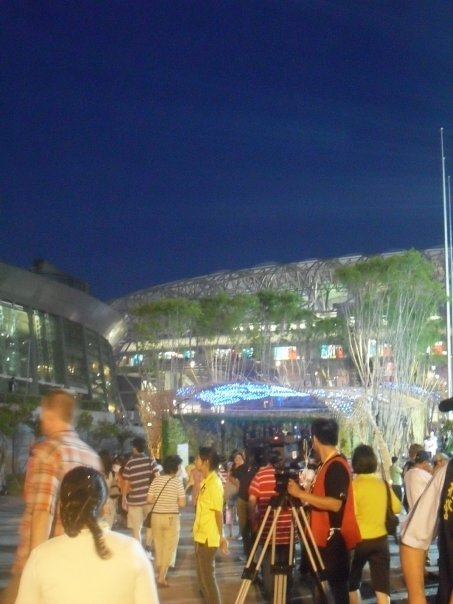
聽奧開幕典禮在臺北田徑場舉行，圖為當晚西區入口處景象。

2009年夏季聽障奧林匹克運動會開幕式是2009年夏季聽障奧林匹克運動會的開幕典禮，於當地時間2009年9月5日晚上7時30分在中華民國臺北市的臺北田徑場舉行，歷時約3個小時。

## 開幕轉播
本次共有160個國家可以在第一時間內LIVE觀賞到此次開幕式轉播。國內由中視負責此次拍攝工作，再分配訊號給民視、年代電視、東森電視、JET和ESPN播放；海外則由香港鳳凰衛視；網路平臺則是中華電信負責轉播。

中華電信在戶外轉播地點包括基隆夜市、捷運淡水站、臺中廣三SOGO和高雄夢時代。臺北小巨蛋也在外牆臺北天幕的LED螢幕上轉播開幕式。

## 開幕式播報語言
開幕式的播報語言分別是此次主辦國中華民國的官方語言中文及國際通用語言英文。

媒體轉播當中亦有專人使用手語翻譯，為聽障的朋友們服務。

## 開幕式程序

### 第一幕：倒數
倒數前，一段短片引領世人目光進入臺北城，描述台北市民喜迎聽奧到來的氣氛。一位聽障的原住民女孩從盛開的陽明山海芋田裡起身，途經臺北市的重要地標國父紀念館、中正紀念堂及國立故宮博物院向市民宣佈開幕大典的到來。最後在象徵倒數計時的小綠人燈的照映下，短片中的女孩出現在本次聽奧開幕式主場臺北田徑場後，主場館霎時焰火齊放，倒數時刻來臨。
主場館南北兩塔，架設了巨型鐘、鼓，鐘鼓齊鳴，場中央投影出了歷屆21屆夏季聽奧主辦城市，最後來到了本次主辦城市中華民國臺北市，最後在優人神鼓雷動般的鼓聲中，分別用手語、阿拉伯數字及大寫中文數字倒數完畢，主場陷入了一片火樹銀花，開幕大典正式到來。少女由臺北市立啟聰學校的林菁瑛小朋友所飾。

### 第二幕：曼達拉獻禮
80位來自臺北市立啟聰學校與國立台中啟聰學校的學生鼓優們，用龐大的鼓陣與走鼓陣演出了象徵宇宙萬物能量的符號「曼達拉」(Mandala)。每一個陣式的變化分別象徵地、水、火、風、空五種宇宙氣象，同時也分別代表著世界五大洲，將陣陣鼓聲的和諧能量傳送至世界各地。在「空」的階段，世界知名的蘇格蘭聽障音樂家葛蘭妮(Evelyn Glennie（页面存档备份，存于）)用豐沛的打擊節奏與鼓優們的鑼鼓陣式將氣氛凝聚到高潮，頓時煙火爆破，曼達拉獻禮也告段落。

### 第三幕：升會旗
由200位被譽為是「臺北市的名片」北一女中樂儀旗隊北一女演奏臺灣民謠「四季紅」引領聽奧會旗入場，後方中華聽奧護旗隊手護送聽奧會旗幟升旗台，會旗轉交至三軍儀隊護旗手後，在臺北市立交響樂團演奏國旗歌悠揚的樂聲中，會旗冉冉升空。五名護旗手分別為許以文、符湘寧、孫國揚、林重宏、呂金鋒。

### 藝文表演

#### 第四幕：海與大地的傳奇
一群舞者拉起了藍色布幕，在藍色的LED燈照映下，主場館宛如陷入一片藍色海洋中。象徵主宰地球生命起源的海洋女神隨著史詩般的樂聲從海的盡頭翩然地舞入場中，身後拖曳一條美麗的夢幻光帶。女神來到了場中央象徵臺灣的海島上，島上的居民隨著農村曲舞仿起農民春耕時的景象。突然間一把把牧草神奇的出現在場中央，頓時，海島由天藍色幻化成大地青翠。牧草叢中出現了一名聽障的牧童，身騎著頭臺灣水牛。象徵海的女神與大地的牧童首次相遇。女神使用了手語與牧童交談：
這是一塊美麗的土地，用心什麼都能成，你就是力量！。最後牧童吹響巨大海螺，場上的青翠牧草幻化成夢幻星空組成了奧運五環。幼年牧童由臺北市立啟聰學校的鄭昆興小朋友所飾，海洋女神由模特兒林嘉綺所飾。

#### 第五幕：神秘水塘
一池清澈的池塘展現在觀眾面前，以環繞臺北都會區的山區森林為題材。隨荷葉搖曳、池水婆娑、臺灣原生鳳蝶恣意飛翔，一對蝴蝶舞者在瀑布前展現空中特技舞蹈，在水面上留下了篇富有禪的心經。突然間，六十五尊千手觀音神奇的出現在水面心經之上。透過手部舞蹈等肢體語言傳達出了神聖莊嚴的氣息。六十五位中國出身，曾經在雅典特殊奧運會與北京特殊奧運會演出的千手觀音藝術團，團員皆是聾啞人士，以克服先天缺失、不服輸的藝術家精神，享譽國際。
霎時間山雨欲來，大大小小的水珠出現，洗滌大地，洗淨人心一番。夢幻般生態聚落與古典禪學的樂舞詩篇，正在展現台北為亞洲精緻生活與文化的城市生活美學代表。

#### 第六幕：都會的脈搏~過去與未來的交會點
由歌手張惠妹演唱本屆聽奧主題曲聽得見的夢想為聽奧獻上祝福。身穿天使裝扮的張惠妹，以「雲端歌唱」的方式飛往主舞台，樂聲與下方四座腳踏車陣隊相共鳴。最後張惠妹與合聲盧皆興一同演唱完主題曲。
接著一輛輛的雲車出場，每個雲朵上各有一句充滿現代感的網路語言，宣告一場台北城市特色的嘉年華揭幕。當年的牧童已成長成少年，乘坐著雲車來到了舞台上，與身穿宋江陣服飾的舞者們一同舞著流星槌與華蓋，迎接著前來參加盛會的眾好神公仔們。將臺灣民間信仰中最知名的各路神仙與傳統守護神，賦予創意設計的靈魂後產生可愛逗趣的好神公仔們，隨著各式的陣頭與廟會遊行行列一起歡樂起舞。最後在全場觀眾掌擊著節奏與歡天鑼鼓的樂聲中，舞群排成「平安」二字，表演告結。少年牧童由台北市立啟聰學校的林呈超所飾。

### 第七幕：好吃在臺北
緊接著一場美食的盛宴即將上菜。一段介紹臺灣美食小吃的前導短片後，全場旋即覆蓋著有「臺灣的文化國花」美稱的牡丹花布。一列列的管樂、儀仗隊與眾多新鮮食材紛紛採著逗趣的步伐入場。隨著隊揮舞著餐具造型的儀仗，街舞手用地版動作來象徵廚火的燃燒，各式食材紛紛就準備位置，一個個的＂跳＂入鍋具中，依序的展現了「滷肉飯」(Rice with Minced Pork)、「牛肉麵」(Beef Noodies)、「小籠包」(Small Steamed Buns)與「芒果冰」(Mango Ice)等台灣小吃。

### 第八幕：祈福~我就是力量
由聽奧大使李連杰率領佳暮四英雄高聲朗誦，為聽奧與臺灣(特別是八八水災受災同胞們)祈福。
我們要為所有聽奧選手祈福，希望每一位選手健康、平安，在賽事中做出最好的表現。
我們要為聽奧的圓滿進行祈福，在這燦爛的夜晚，我們在慶祝聽奧開幕。

但不久之前，美麗的臺灣經歷一場空前的災難；我們不能忘記這次水災中，所有受災的同胞。
我們今晚要同時要為你們祈福，願你們有力量從災難中走出來，願你們能撫平傷痛、重建家園。

我要向大家介紹這次水災中冒著生命危險，把屏東佳暮村135位受困鄉民全部救出來的救難英雄。他們也來到了現場。

他們是徐仁輝、徐仁明、賴孟傳、柯信雄。
聽障奧運會的精神就是不屈不撓，讓一切的不可能變成可能，跟這四位救難英雄一樣。

讓我們一起為聽奧和臺灣祈福：

地球就是我們的家

The Earth is our home
一個人的力量很小

One person's strength is limited
但一家人的力量很大

but together as a family our power is great
聽奧加油！

Go Deaflympics!
臺灣加油！

Go Taiwan!
隨後，歌手胡德夫高歌「太巴塱之歌」與聽奧開幕曲Power In Me我就是力量。嘉賓第一夫人周美青女士與初開始的原住民少女林菁瑛小朋友走路舞臺中央。手捧著象徵希望的火種的原住民舞者們、祈福天燈的冉冉升空、幼年與少年牧童乘著海螺與成年的安慶隆也一併來到了舞臺中。開幕是主軸牧童的表演正是以臺灣十項鐵人好手安慶隆的成長故事為背景。
最後海洋女神再次現身於舞臺中央，在恢弘動人的臺北市立交響樂團與臺北市立愛樂兒童合唱團的樂聲中，開幕藝文表演達到感動的高峰。煙火盛放，表演告段落。

### 第十幕：正式禮節

#### 會旗交接
- 從第20屆墨爾本聽奧籌備會代表布蘭特·飛利浦斯中將聽奧會旗交給ICSD安蒙斯主席，再由主席交給此次主辦城市市長郝龍斌手中。

#### 致詞及宣佈開幕
- 再來由臺北市市長兼臺北聽奧籌委會董事長郝龍斌、中華民國聽障者體育運動協會理事長陳志和與國際聽障體育運動總會（ICSD）主席丹娜達·安蒙斯在開幕式上致詞（後兩位以手語方式致詞，由現場司儀翻譯）。

馬總統、Ammons會長、陳理事長、全體選手、現場的嘉賓，以及全世界正在收看現場轉播的觀眾朋友：
我以臺北市長的身份代表260萬熱情、友善的市民。熱誠地歡迎大家來參加2009台北聽障奧運會
第二十一屆聽障奧運在台北市舉辦，這不但是臺灣的第一次，也是亞洲的第一次，我要特別感謝國際聽障奧林匹克委員會給予臺北市這個光榮的使命；也要感謝前臺北市長、中華民國的馬英九總統為臺北市爭取到這次機會。當然，我更要感謝，所有為這次臺北聽奧付出的幕後英雄，因為你們，才有今天的這場盛會。
聽障奧運50公尺仰泳紀錄保持人曾紓寧曾經說：「我從來不向命運低頭，即使出生就聽不見；我從來不懷疑，我可以打破世界紀錄。」
這種自我突破的決心，就是聽奧精神，也是臺灣精神。臺灣，面臨國際環境的障礙，但是我們從不放棄！就是這種決心與努力，讓我們爭取到聽障奧運，也讓『臺北』今晚成為世界矚目的焦點。
臺灣，面臨了大自然環境的挑戰，八八水災重創臺灣南部，但是臺灣人民不放棄，我們會更加團結、更加堅強，我們一定能重建家園。我要強調：「臺灣絕對不會向命運低頭，即使困難重重；我們從來不懷疑，臺灣有突破逆境、創造奇蹟的決心與能力。」
現在，比賽即將開始。各位選手，你們不但突破身體的限制，更突破了社會上各種無形的障礙。全世界都將看到你們精彩的表現，你們才是真正的英雄！。
最後，讓我們一起用「我挺你」這句手語，來為選手加油！也為臺灣加油！
親愛的馬總統、ICSD主席、2009年臺北聽障奧運籌備委員基金會董事長、也是臺北市的大家長郝市長、與會的世界聽障選手們、以及現場所有的熱情來賓們、
大家好!
很高興現場有超過一百個國家的聽障選手聚集在臺北田徑場中，史上第一次於亞洲舉辦的聽障奧運會，在臺北正式開始。在這裡我要提醒大家，除了激烈的運動競技，為國爭光奪牌之外，請別忘記這是一場攸關於臺灣國際形象的國際賽事盛會，我們不只透過賽會期間看到選手之間的寶貴友情，及聽障奧運的最高理念，也要讓全世界看到我們的運動實力，更要讓每個人知道，我們除了不能聽之外，什麼都能做。我們永遠以聾為榮！
2009年臺北聽障奧林匹克運動會所需要的人力資源相當龐大，針對中央政府及臺北市政府毫無私心地對賽會所需的軟硬體部份，投入龐大的資源，以求達到國際體育之最高規格的標準，讓選手們能夠在最高規格的場館創造出許多奇蹟，
在此我由衷地感謝。
同時我也感謝財團法人2009年臺北聽障奧林匹克運動會籌備委員會基金會的同仁們和志工們。他們一直為了讓這屆聽奧辦得更好，而付出更多的心力，他們的努力讓我感動萬千，想對他們說聲「你們的努力 全世界都看到了」。
在超過一百個國旗飄揚天際的賽會期間，全世界對於這次國際賽會盛事，都獻上真心的祝福，祈求賽事進行順利。同樣的期許能讓全世界//Taipei and Taiwan,
聚焦臺北 看見臺灣！
在此也讓聚集在台北的我們，一起來創造出屬於我們的榮耀！
- ICSD主席致詞完後，即恭請中華民國總統馬英九宣佈開幕。
- 馬英九總統分別以手語、中文及英文宣佈大會開始。

#### 大會旗入場
- 護旗人員：
  - 國際聽障奧運總會會旗：楊榮宗、林美君、何秋美、王維堅、胡成美、羅劍強。
- 由三軍儀隊負責擔任升旗手。

#### 運動員宣誓
- 由中華臺北代表隊的田徑好手－陳蘭鳳，以手語的方式代表這次所有參加此賽事的運動員們宣誓。

#### 裁判宣誓
- 由中華臺北代表隊的跆拳道教練－孫樹良，以手語的方式代表這次所有參加此賽事的裁判們宣誓。

### 第十一幕：點燃聖火
聖火由六位國內外聽奧獎牌得主負責最後的聖火傳遞，最後由臺灣聽奧十項鐵人金牌得主安慶隆將聖火傳給臺北聽奧主辦權最大功臣的周國棟先生後，以薪火相傳的方式，點燃一只巨大香火，再由巨香點燃鞭炮後，引燃聖火。

### 第十二幕：慶祝
慶祝的煙火從開幕式主場館臺北田徑場點燃後，串連四個煙火燃放點－臺北社教館、國父紀念館、松山菸廠最終到臺北101，熊熊的煙火在空中串成一條璀璨光帶，形成慶祝煙火的聽奧子午線，象徵著臺灣走向世界，世界走向臺灣。

## 外部連結
- （繁體中文）2009年臺北聽障奧運開幕大典及賽事資訊